# Hong Yeow Lou
Hong Yeow Lou (ur. 19 maja 1994) – singapurski zapaśnik walczący w stylu wolnym. Zajął 27. miejsce na mistrzostwach świata w 2019. 
Siódmy na mistrzostwach Azji w 2019. Brązowy medalista igrzysk Azji Południowo-Wschodniej w 2019. Drugi na mistrzostwach Azji Południowo-Wschodniej w 2023 i 2025 roku.